# 아다마 트라오레 (1990년)
아다마 트라오레(프랑스어: Adama Traoré, 1990년 2월 3일 ~ )는 코트디부아르의 축구 선수로, 현재 멜버른 빅토리에서 왼쪽 수비수로 뛰고 있다.

## 구단 경력

### 멜버른 빅토리
2012년 3월 15일, 트라오레는 멜버른 빅토리와 2년 계약을 맺었다고 발표했다. 트라오레는 멜버른 하트와의 1라운드 경기에서 빅토리 데뷔 전을 치렀고, 이 경기에서 빅토리는 2-1로 졌다. 2013년 3월 9일, 트라오레는 높은 등급의 발목 인대 파열로 2012-13 시즌의 나머지 기간 동안 출전하지 못했다.
클라이브 파머의 구단이 파산한 후, 아다마 트라오레는 멜버른 빅토리와 계약하였고, 오스트레일리아 국가대표팀에서 뛰고 싶다는 의사를 밝혔다.
2014년 5월, 트라오레는 유럽 무대 진출을 희망하며 재계약을 거절하고 멜버른과 계약이 만료되었다.
2014년 5월 10일에 열린 시즌 마지막 시상식에서 멜버른 빅토리 선수에게 수여되는 최고 권위의 상인 빅토리 메달이 아다마 트라오레에게 수여되었다.

## 국가대표팀 경력
트라오레는 코트디부아르 U-17, 코트디부아르 U-19, 그리고 코트디부아르 U-20에서 뛰며 총 7경기에 출전해 단 한 골을 넣었다. 그는 CAF가 주관하는 2007 아프리카 청소년 축구 선수권 대회(콩고 공화국과 감비아)에서 2경기를 뛰었는데, 이 대회는 2007년 FIFA U-20 월드컵의 예선전으로 두 배가 되었다. 같은 해, 트라오레는 툴롱 토너먼트와 UEMOA 토너먼트에도 참가했다.
오스트레일리아에 도착한 후, 트라오레는 사커루(오스트레일리아 축구 국가대표팀)에서 뛰고 싶다고 말했다. 그러나 그가 청소년 수준에서 코트디부아르를 대표했기 때문에 이것은 불가능하다는 것이 나중에 명백해졌다. FIFA의 규정에 따르면, 선수가 원래 소집될 때 이중 국적을 가지고 있지 않는 한, 그들이 국가 청소년 수준에서 그들의 출신 국가를 대표한 후에 국가 충성도는 바뀔 수 없다.
트라오레는 세네갈과의 경기에 국가대표팀에 발탁된 적이 있다. 하지만 아직 국가대표팀 경기에 출전하지 못한 그는 사커루에서 뛰고 싶다는 욕심이 생기면서 출전 기회를 거절했다.
2014년 11월 7일, 트라오레는 시에라리온과 카메룬과의 경기를 위해 처음으로 코트디부아르에 소집되었으나 경기에 출전하지는 않았다. 2015년 9월 6일, 그는 시에라리온과의 아프리카 네이션스컵 예선 경기를 위해 나이지리아 포트하커트의 아도키예 아미에시마카 스타디움에서 열린 시에라리온과의 경기에 다시 소집되었다. 트라오레는 선발 11경기에서 국가대표팀 데뷔 전을 치렀으나 부상을 당해 교체 아웃되었다. 경기는 무득점 무승부로 끝났다.
2022년 2월, 트라오레가 오스트레일리아 초청 XI를 위해 투어 FC 바르셀로나를 상대로 경기를 했던, 어쩌면 독특한 상황이 발생했다. 트라오레는 오스트레일리아팀을 위해 득점했고, 그의 이름과 같은 아다마 트라오레는 바르셀로나를 위해 득점했다.